# Grimmia vaginulata
Grimmia vaginulata là một loài Rêu trong họ Grimmiaceae. Loài này được K. M. Kellman mô tả khoa học đầu tiên..